# 阿芙乐尔号列车
“阿芙乐尔号”列车（俄语：Поезд «Авро́ра»），或译作“极光”号列车，是苏联铁路（后来俄罗斯铁路）的一列特快旅客列车，运行于莫斯科和圣彼得堡两大城市之间，由十月铁路局营运。该列车也是苏联第一列最高速度达到160公里/小时的准高速旅客列车，开行于1963年6月12日；随着新一代的“游隼号”高速列车投入服务，“阿芙乐尔号”列车于2010年4月10日停运。
2024年，俄铁宣布将从12月起恢复极光号，每天运行2班，使用新研制的双层车厢。
该列车的名称显然是来自十月革命时炮击冬宫的阿芙乐尔号巡洋舰。

## 历史

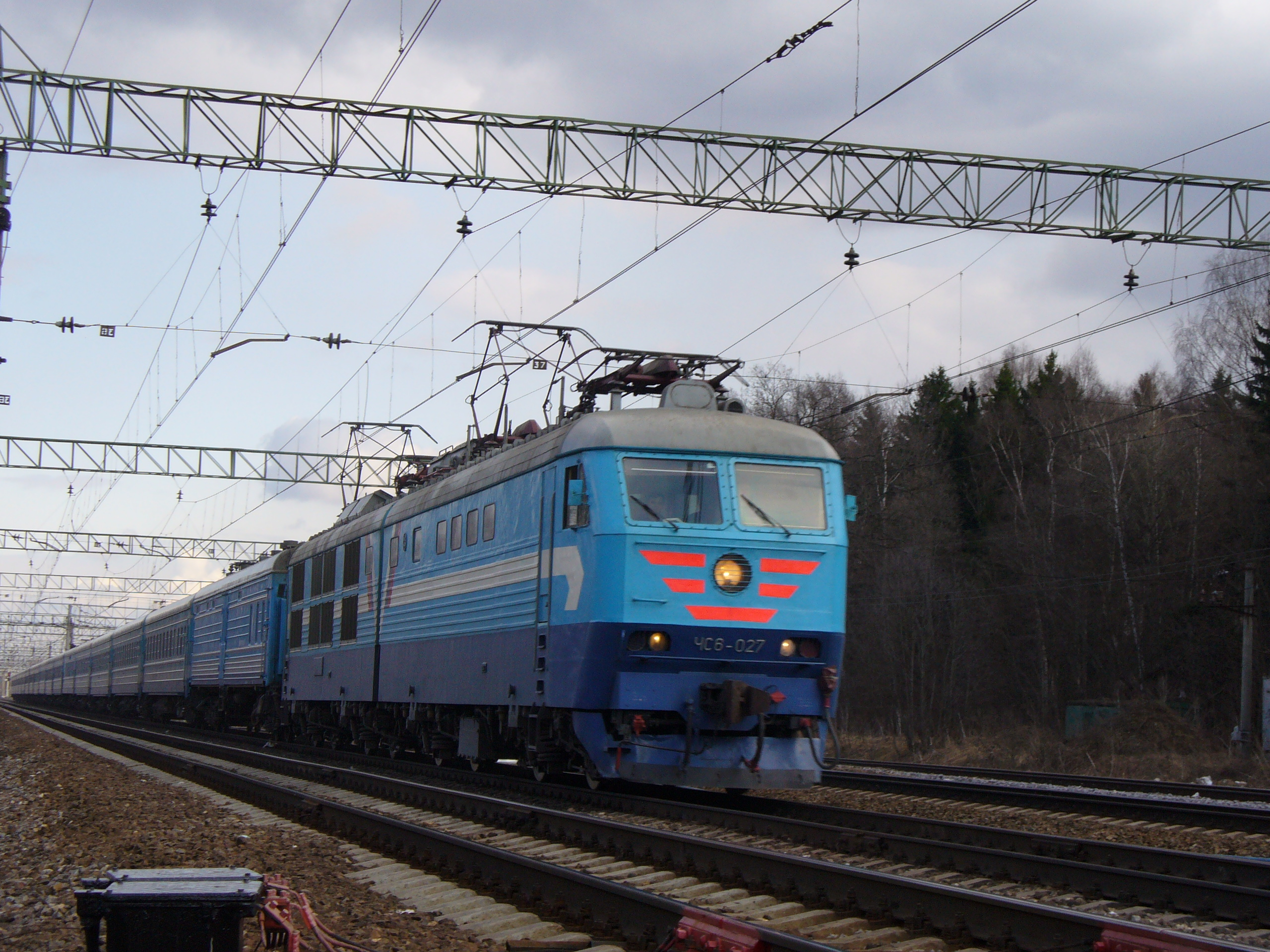
2006年的列车

从1950年代末开始，苏联铁路开始踏上提速的道路，确定在客运量最集中的繁忙铁路干线上，分阶段提高列车运行速度。其中，莫斯科-列宁格勒铁路被列为首要目标，当时这条铁路的客运能力趋于饱和，而且线路条件较好，大部分均为直线区段，有利于提高列车行驶速度。1957年5月29日，苏联交通部发出了“准备提高列宁格勒和莫斯科之间列车运行速度”的命令。通过撤销部分车站、延长缓和曲线、更换钢轨和道岔、强化桥梁隧道等措施，使旅客列车最高速度在1958年至1963年间分三个阶段由100公里/小时提高到160公里/小时。1960年5月，该线上直达列车的平均技术速度提高到80公里/小时以上，单程运行时间缩短到6小时20分钟，列车采用TE7型柴油机车牵引，至1962年12月开始改为采用ChS2型电力机车牵引，列车最高运行速度达到到140公里/小时。1963年，加里宁车辆制造厂成功研制了КВЗ-ЦНИИ型准高速客车转向架，使旅客列车的构造速度提高到160公里/小时。
1963年6月12日，“阿芙乐尔号”列车在莫斯科和列宁格勒之间投入营运，成为苏联第一列最高速度达到160公里/小时的特快旅客列车，列车由九节软座车厢组成，车身采用红色和奶黄色的涂装，牵引机车为ChS2型电力机车，全程运行5小时27分钟，平均技术速度为130.4公里/小时。从1965年起，运行时间进一步缩短到4小时59分钟。至1970年代，由于列车运行正点率明显下降，列车又再恢复5小时30分钟的运行图。
2003年2月，“阿芙乐尔号”列车再次更换新车厢，以提高乘客的乘坐品质，列车仍然采用15辆编组，车厢内饰由俄罗斯和芬兰的设计联手设计。2008年4月，俄罗斯铁路股份公司宣布，当新一代的“游隼号”高速列车投入服务，“阿芙乐尔号”列车将退出历史舞台。2010年4月10日，“阿芙乐尔号”列车正式停运，而其车次（159А/160А）则继续被游隼号列车沿用。

## 时刻表
| 160A次 | 160A次 | 160A次 | 停靠站   | 159A次 | 159A次 | 159A次 |
| 里程   | 到点   | 开点   | 停靠站   | 到点   | 开点   | 里程   |
| ------ | ------ | ------ | -------- | ------ | ------ | ------ |
| 0      | —      | 16:30  | 莫斯科   | 21:30  | —      | 650    |
| 167    | 18:10  | 18:12  | 特維爾   | 19:50  | 19:52  | 483    |
| 331    | 19:22  | 19:25  | 博洛戈耶 | 18:35  | 18:38  | 319    |
| 650    | 22:00  | —      | 聖彼得堡 | —      | 16:00  | 0      |

## 事故
1988年8月16日晚上6时25分，ChS6-017号电力机车牵引由列宁格勒开往莫斯科的159次“阿芙乐尔号”列车，当列车高速运行至博洛戈耶铁路分局管内别列宰卡至朴拉维涅区间，机车和15节车厢全部脱轨和颠覆，餐车起火并蔓延至其他车厢。事故造成列车上31人遇难、100多人受伤，中断铁路行车15小时，损坏接触网2500米，损坏轨道500米，客车报废12辆。

## 参看
- 涅夫斯基特快号列车
- ER200型电力动车组
- RT200型铁路客车
- 游隼号列车